# 재니스 카터

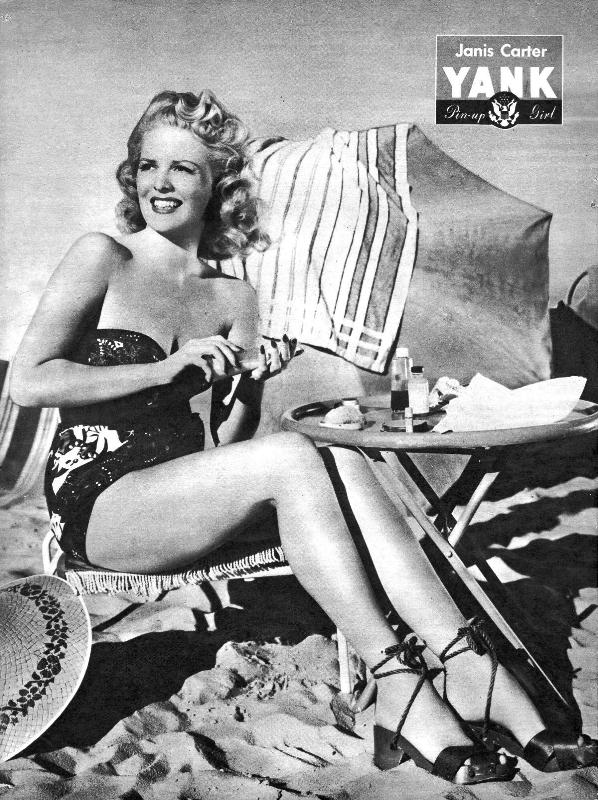

재니스 카터(Janis Carter, 1913년 10월 10일 ~ 1994년 7월 30일)는 미국의 배우, 가수, 연극 배우, 영화배우이다.
클리블랜드에서 태어났으며 더럼에서 사망하였다. 사인은 심근 경색이다.

## 영화
- 날으는 해병대 (1951년)
- 더 마크 오브 더 휘슬러 (1944년)
- 벌레스크의 여인 (1943년)
- 아이 매리드 언 엔젤 (1942년)